# MasterChef
MasterChef ist ein Kochshow-Fernsehformat. Es wurde von Franc Roddam zunächst für das britische Fernsehen entwickelt, wo es 1990 Premiere hatte. Seither ist es in Länder auf allen Kontinenten verkauft worden. Die Rechte hält die Banijay Group.

## Konzept
Die Grundidee des Formats ist ein Wettstreit unter Hobbyköchen, die jeweils parallel, beobachtet von den Kameras, innerhalb einer bestimmten Zeit einzelne Gerichte oder auch mehrgängige Menüs zubereiten. Ihre Leistungen werden anschließend von einer fachkundigen Jury beurteilt. Anhand ihrer Bewertungen steigen einzelne Kandidaten in die nächste Runde auf oder scheiden aus dem Wettbewerb aus. Dem Gewinner des Finales wird der Titel „MasterChef“ verliehen.
Die genaue Ausgestaltung des Wettstreits ist im Laufe der Zeit mehrfach erheblich verändert worden. Auch die internationalen Versionen von MasterChef unterscheiden sich in Ablauf und Reglement teilweise erheblich voneinander, nutzen aber oft dieselben Versatzstücke, beispielsweise bestimmte Wettkampf-Modi.

## Geschichte
Die erste Folge von MasterChef wurde von der BBC am 2. Juli 1990 auf dem Sender BBC One ausgestrahlt. Die Show lief dort zunächst in elf Staffeln bis zum 3. Juli 2001. 2005 wurde sie in einer veränderten Form ins Programm von BBC Two genommen und wird seither fortlaufend produziert.
2009 folgte eine australische Version. MasterChef Australia war 2009 die meistgesehene Show im australischen Fernsehen.
Insgesamt entstanden in der Folge weltweit mehr als 60 lokale MasterChef-Versionen, die mit unterschiedlichem Erfolg im jeweiligen Fernsehprogramm gezeigt werden oder wurden. Hinzu kommen in den verschiedenen Regionen teilweise unterschiedliche Spin-offs, in denen beispielsweise Prominente, Profi-Köche oder Jugendliche gegeneinander antreten.

## MasterChefim deutschsprachigen Fernsehen
Eine erste deutschsprachige Version von MasterChef wurde von August 2010 an auf Sat.1 unter dem Titel Deutschlands Meisterkoch ausgestrahlt. Sie umfasste lediglich eine Staffel und wurde noch im selben Jahr eingestellt.
2016 kehrte das Format unter seinem Originaltitel MasterChef (teilweise auch als MasterChef Deutschland beziehungsweise MasterChef Germany bezeichnet) ins deutschsprachige Fernsehen zurück. Es handelte sich um die erste Eigenproduktion des Pay-TV-Senders Sky 1 (inzwischen Sky One). Mittlerweile sind drei Staffeln produziert und ausgestrahlt worden. In den ersten beiden Staffeln bestand die Jury aus Ralf Zacherl, Sybille Schönberger und dem Sommelier Justin Leone, in der zweiten Staffel war zusätzlich Nelson Müller dabei. In der dritten Staffel fungierten Zacherl, Müller und Maria Groß als Juroren.
Die bisherigen Gewinner des Titels „MasterChef Deutschland“ sind Melody Weis aus Berlin (Staffel 1), Karen Fritzenschaft aus Kempten (Staffel 2) sowie Tobias König aus Hilden (Staffel 3).
Ab dem 31. August 2020 wurde bei Sky One im Wochentakt das Spin-off MasterChef Celebrity ausgestrahlt und auf der Sky-Plattform zum Streaming angeboten. Teilnehmer waren Beatrice Egli, Susianna Kentikian, Paula Lambert, Panagiota Petridou, Silvia Schneider, Thomas Hermanns, Hardy Krüger junior, Hans Sarpei, Jochen Schropp, Cheyenne Ochsenknecht und Jimi Blue Ochsenknecht. Als Juroren fungierten Ralf Zacherl, Meta Hiltebrand und Nelson Müller. Im Staffelfinale setzte sich Jochen Schropp gegen Jimi Blue Ochsenknecht durch.
Seit dem 24. Februar 2025 wird eine Neuauflage auf Sport1 ausgestrahlt. Die Jury besteht aus Robin Pietsch, Felicitas Then und Mike Süsser. Gedreht wird in den Acun-Medya-Studios in Istanbul. Bei den 14- bis 49-Jährigen hat die Reichweitenmessung AGF am Freitag, den 7. März 2025 offiziell 0,0 Prozent Marktanteil ausgewiesen. Die Zahl der Zuschauer war so gering, dass sie unterhalb der Messgrenze lag. Am 9. Mai 2025 fand das Finale statt. Gewinnerin der 1. Staffel wurde Tugba Bayrakter.

## Der Begriff „Master Chef“
„Master Chef“ bedeutet, ins Deutsche übersetzt, „Meisterkoch“ bzw. „Küchenmeister“. In der Gastronomie im englischen Sprachraum ist mit „Master Chef“ allerdings nicht der Inhaber eines handwerklichen Meisterbriefs gemeint, sondern vielmehr die Person, die an der Spitze einer Küchenbrigade steht, also beispielsweise ein Küchenchef oder ein Chef de Cuisine.